# Digimon Story Cyber Sleuth: Complete Edition
Digimon Story Cyber Sleuth: Complete Edition — компьютерная игра в жанре RPG, изданная Bandai Namco Entertainment. Представляет собой сборник, в состав которого вошли две игры — Digimon Story: Cyber Sleuth и Digimon Story: Cyber Sleuth — Hacker’s Memory. Его релиз состоялся в 2019 году на платформах Nintendo Switch и Windows. Игра принадлежит к франшизе Digimon.

## Разработка
Digimon Story Cyber Sleuth: Complete Edition была анонсирована на Anime Expo 2019, а именно на панели «Future of Digimon». Игра вышла 18 октября 2019.

## Восприятие
| Сводный рейтинг       | Сводный рейтинг |
| Агрегатор             | Оценка          |
| --------------------- | --------------- |
| GameRankings          | 81,00 %         |
| Metacritic            | 76/100          |
| Иноязычные издания    |                 |
| Издание               | Оценка          |
| Nintendo Life         | [ 6 ]           |
| Nintendo World Report | 8/10            |

Digimon Story Cyber Sleuth: Complete Edition получила «в основном положительные отзывы» критиков, согласно сайту-агрегатору Metacritic. Ллойд Кумбс из Nintendo Life пишет, что в игре многовато гринда, но Cyber Sleuth: Complete Edition является «одной из лучших игр про ловлю питомцев на Switch» после Pokémon. Алекс Кулафи из Nintendo World Report отмечает: «Сюжет и игровой процесс довольно приятные, хотя я не могу сказать, что они на одном уровне с играми Shin Megami Tensei».